# Фоминцев, Илья Алексеевич
Илья Алексеевич Фоминцев — российский врач, онколог, медицинский просветитель, основатель и исполнительный директор Фонда медицинских решений «Не напрасно». С началом войны в Украине в 2022 году эмигрировал в Израиль с женой и тремя детьми, организовал чартерный рейс для эвакуации онкологов и в январе 2024 года перенёс международные проекты в Кишинёв (Молдова), запустив школу IPSM

## Биография
В 2002 году окончил медицинский факультет Мордовского государственного университета имени Н. П. Огарёва.
Проходил ординатуру на кафедре онкологии Санкт-Петербургской медицинской академии последипломного образования.
С 2004 по 2007 год работал в третьем хирургическом отделении Ленинградский областной онкологический диспансер.
С 2008 года занимается организацией массовой профилактики рака.
В 2010 году стал одним из основателей Фонда профилактики рака, где отвечал за стратегическое планирование и реализацию проектов. В 2019 году получил диплом MBA Stockholm School of Economics.

## Деятельность
В 2020 году запустил частную онкологическую поликлинику «Луч», которая в 2021 году вышла на окупаемость.
В декабре 2021 года Фонд «Не напрасно» создал портал «Всё не напрасно» для предоставления качественной медицинской информации пациентам и их близким.

## Признание
В 2020 году вошёл в число лауреатов премии «ТОП 50. Самые знаменитые люди Петербурга» в номинации «Наука и жизнь».

## Эмиграция и международная деятельность
После начала полномасштабного вторжения России в Украину в феврале 2022 года участвовал в несогласованной акции протеста в Москве и был приговорён к 20 суткам административного ареста. Учитывая еврейское происхождение по линии деда, воспользовался правом репатриации и в августе 2022 года вместе с семьёй переехал в Израиль.
В сентябре 2022 года при мобилизации организовал чартерный рейс и вывез более 60 онкологов и их семей из страны.
В 2023 году запустил сеть школ постдипломного медицинского образования International Postgraduate School of Medicine (IPSM), первый проект которой начал работу в Казахстане.
После этого остался без работы и накопил многомиллионные долги.
В январе 2024 года семья вернулась в Россию, а сам перебрался в Кишинёв для запуска проекта IPSM в Молдове.